# Pemon jezik
Pemon jezik (pemong; ISO 639-3: aoc), jedan od tri indijanska jezika podskupine kapon, karipske jezične porodice, kojim govori preko 6000 Indijanaca Pemon (od 22 270 etničkih) na području južnoameričkih država Venezuela, Brazil i Gvajana.
Pemon je kolektivni naziv za plemena Taulipang (Taurepan), Camaracoto, Ingarikó i Arecuna i za dijalekte kojima oni govore, uz napomenu da bi camaracoto mogao biti poseban jezik. 
U Venezueli ga govori 5000 ljudi (2001. V. Becsky) u državi Bolívar na Gran Sabani. U Brazilu u Roraimi 220 Taulipanga i 459 Ingarikó, i 480 Arecuna u Gvajani u selu Paruima od 500 etničkih.

## Vanjske poveznice
- Ethnologue (14th)
- Ethnologue (15th)